# 洛斯桑托斯-德拉乌莫萨
洛斯桑托斯-德拉乌莫萨，是西班牙马德里自治区的一个市镇。总面积35平方公里，总人口1010人（2001年），人口密度29人/平方公里。